# Атомна, молекулярна і оптична фізика
Атомна, молекулярна і оптична фізика, інколи фізика атомів та молекул  —  розділ сучасної фізики,  що вивчає внутрішню будову та властивості матерії, взаємодію матерії між собою, та її взаємодію з електромагнітним випромінюванням в масштабі одного чи кількох атомів, молекул, та складніших сполучень (кластерів). Також включає в себе всі збуджені, іонізовані, ексимерні та інші форми і стани речовини, теорію випромінювання, поглинання та розсіювання електромагнітного випромінювання (світла), спектроскопію, лазери, оптичні властивості речовини в цілому, а також фізичні явища при відносно низькоенергетичних (таких, що відбуваються без ядерних реакцій) елементарних актах взаємодії протонів, іонів, атомів, молекул та кластерів між собою та з елементарними частинками (електронами, фотонами, античастинками).

## Напрямки досліджень
В сучасному вигляді об'єднує в собі атомну фізику, молекулярну фізику, оптику і лазерну фізику, а також тісно пов'язана з деякими розділами хімії (квантова хімія, кінетика, термохімія тощо). В фізиці колишнього СРСР та й зараз в українській фізиці, як правило, цей розділ фізики поки що не розглядають в сукупності. 
Знаходиться на перерізі з фізикою плазми, атмосферна фізика|атмосферною фізикою, астрономією, фізикою поверхні, ядерною фізикою та фізикою елементарних частинок, медичною фізикою та радіаційною фізикою.
Моделі та теорії з цього розділу фізики застосовуються в астрономічних дослідженнях фотоіонізованого газу, темних та дифузних молекулярних туманностей, спалахів супернових, раннього стану Всесвіту, комет, пошуку планет, атмосферній спектроскопії планет, іоносфери, сонячної корони; в атмосферних моделях та вимірюваннях; в дослідженнях процесів, що відбуваються в густій плазмі; в хімії горіння; в дослідженнях реакцій на поверхнях; в ядерній фізиці в мюон-каталізованому синтезі; в медичній фізиці (в томографії або для фотонної (рентгенівської, гамма-промені), протонної та іонної терапії ракових захворювань (опромінення)).
Основними напрямками досліджень є:
- атоми, атомна спектроскопія, високоточні спектри гелію, атоми в сильних полях, ридбергські атоми, мюонні атоми, антиатоми, та інші екзотичні атоми, надтонка структура спектрів та релятивістські поправки, фотоіонізація та автоіонізація атомів, фізичні константи та тести фундаментальної фізики, атомні годинники
- молекули, антимолекули, екзотичні молекули, молекулярна структура і симетрія, молекулярна динаміка, фотодисоціація та фотоасоціація, розсіювання без хімічних реакцій та з хімічними реакціями, кластери, лазери, інфрачервона та лазерна спектроскопія
- класична, квантова та напівкласична теорія розсіювання, адіабатичні та діабатичні процеси розсіювання, еластичні та реактивні зіткнення неполяризованих та спін-поляризованих пучків частинок, будь-які комбінації зіткнень електронів, атомів, іонів, молекул, кластерів, а також усі ці комбіновані зіткнення в лазерних полях, процеси іонізації, переносу заряду та маси, збудження під час розсіювання, процеси іон-іонної, електрон-іонної та багатоелектронної рекомбінації, зіткнення ридбергських атомів
- квантова оптика, нелінійна оптика, лазери, мазери, ультрафіолетові лазери та рентгенівські лазери на вільних електронах, когерентні переходи, мультифотонні та інші нелінійні процеси в сильному лазерному полі, лазерне охолодження, оптичні та оптико-магнітні пастки,стани матерії при наднизькому охолодженні, квантовий вироджений газ, ефекти квантованого поля, оптика де Бройля, заплутані атоми та поля, квантова інформація, квантовий комп'ютер, квантові алгоритми та квантова криптографія